# Teyla Emmagan
Teyla Emmagan è un personaggio immaginario appartenente all'universo fantascientifico di Stargate Atlantis, interpretato da Rachel Luttrell.

## Biografia
Teyla Emmagan, figlia di Tagan, era una leader di un villaggio del pianeta Athos. Molti dei suoi familiari vennero eliminati dai Wraith, anche se lei, come anche alcuni altri Athosiani, ha la capacità di "percepire" telepaticamente i Wraith perché possiede una piccola parte di DNA Wraith a causa del fatto che essi in passato condussero esperimenti genetici su alcuni Athosiani di cui Teyla è una discendente. Una volta scoperta questa cosa, Teyla ha scoperto di poter anche collegarsi telepaticamente alla mente collettiva dei Wraith ottenendo informazioni, dimostrandosi abbastanza forte da potere perfino prendere il controllo di una loro Regina per breve tempo, anche se con grande sforzo e correndo un alto rischio personale. Il DNA alieno nelle sue cellule le permette anche di controllare le navi-alveare Wraith, i cui sistemi principali necessitano di geni Wraith per essere attivati. Spesso però la sua capacità di connettersi al collettivo Wraith le si è ritorta contro, perché dal momento che funziona in entrambi i sensi ha potuto essere sfruttata dall'ibrido Wraith-umano denominato ̟Michael e anche da una Regina Wraith particolarmente potente, che in diverse occasioni ne hanno preso il controllo del corpo per breve tempo. Teyla è inoltre abile nella strategia militare, nelle arti marziali, e nella diplomazia della galassia di Pegasus; pratica un tipo di combattimento con un bastone con John Sheppard e sa usare alcune armi dei Tau'ri come la P-90 con grande facilità. Teyla è in grande forma fisica e riesce a sconfiggere facilmente tre avversari in combattimento con arti marziali.
Ha un figlio di nome Torren John Emmagan, avuto con un athosiano, Kenaan.